# Zus

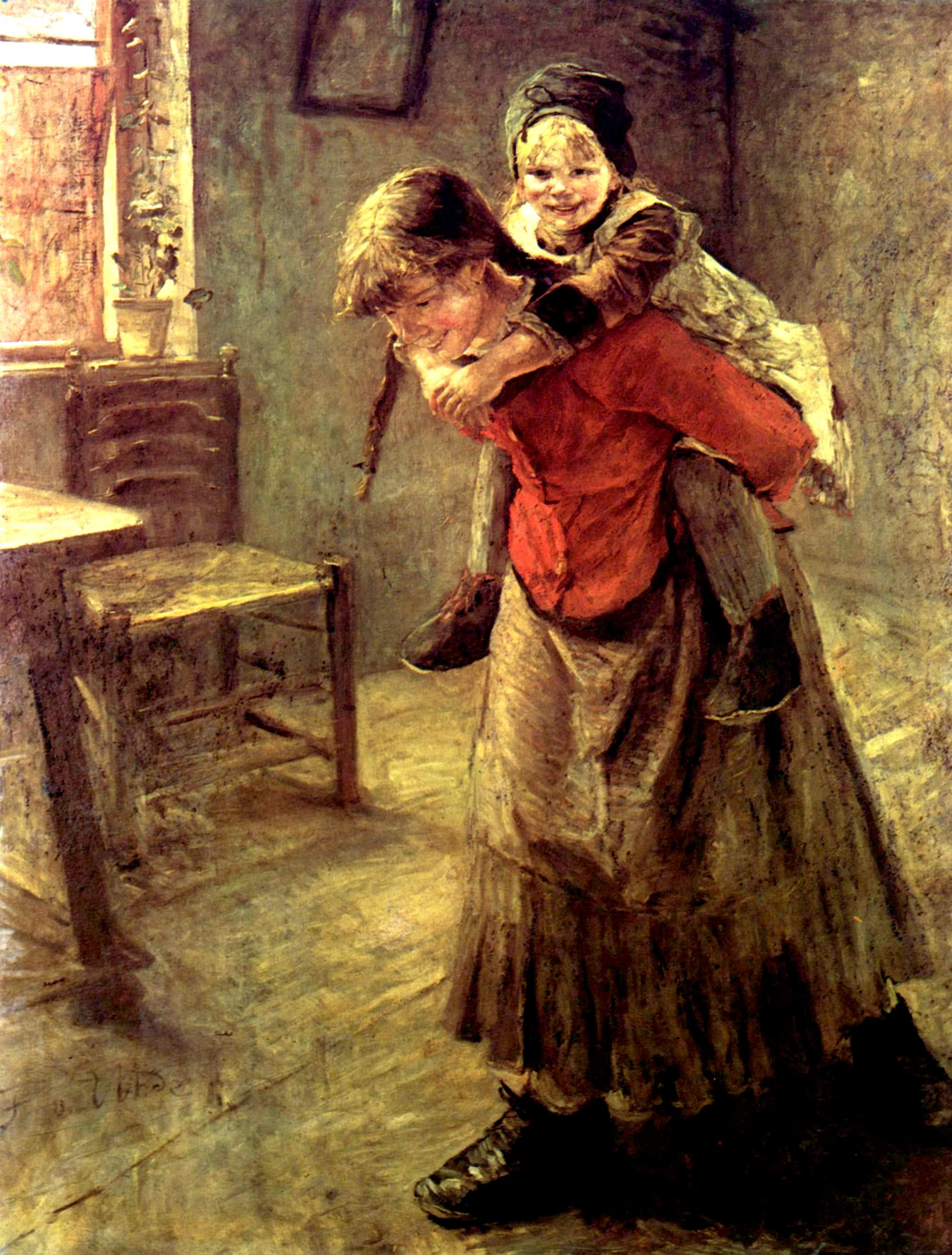
Die große Schwester, Fritz von Uhde, ca. 1885

Een zuster of zus is een vrouwelijk familielid, bij wie de verwantschap gelegen is in het gemeen hebben van een moeder én vader.
Als men slechts een van de ouders gemeenschappelijk heeft dan spreekt men van een halfzuster of -zus.
Een stiefzuster of -zus is een zuster uit een andere verbintenis dan waaruit men zelf gesproten is maar met wie men wel (gedeeltelijk) is grootgebracht. Dit komt voor wanneer twee mensen die beiden dochters hebben uit een eerdere verbintenis, gaan samenleven en hun niet-verwante dochters samen grootbrengen. Stiefzusters hebben geen vader of moeder gemeen en zijn dus geen bloedverwanten.
Een schoonzuster of -zus (ook wel zwagerin of zwageres genoemd) is een vrouwelijk aangetrouwd familielid, waarbij de verwantschap is ontstaan door een huwelijk van de persoon zelf, een broer of een zus. Men heeft geen gemeenschappelijke vader of moeder met een schoonzus en zijn dus ook geen bloedverwanten.